# 兹韦恩德雷赫特
兹韦恩德雷赫特（荷蘭語：Zwijndrecht，荷蘭語：[ˈzʋɛi̯ndrɛxt] ⓘ）位于荷兰艾瑟尔蒙德岛，是南荷兰省的一个市镇，人口44,445（2011年）。

## 友好城市
- 德国諾德施泰特 1981年
- 斯洛伐克波普拉德 2000年
- 比利时兹韦恩德雷赫特 2004年